# 舞-乙HiME角色列表
以下是舞-乙HiME的登場人物。

## Bühne自治區·加爾迪羅貝學園
（  德文Bühne，指舞台；德文Garderobe，指劇場的後臺）
風花王國境內，面積小、擁有自治權、以乙HiME養成機構「加爾迪羅貝學園」為中心所構成的獨立國家。

### 珊瑚乙姬（Coral乙HiME）
為加爾迪羅貝學園的預備生，制服為紅色，就讀一年後就可升為珍珠乙姬。（後來畢業的不會顯示在此）
愛爾斯汀·賀（　Erstin Ho）
聲：栗林美奈實
出生國家：安南
亞里香以前的同班同學，服侍茜，性格非常溫馴，被亞里香和妮娜的外向個性所吸引。自少被教育成黑團的信徒。擁有奴獸，為了要讓真白女王投降而召喚出奴獸，在保護亞里香時，奴獸遭妮娜擊破，自己亦隨之而消失。最後她的遺物對妮娜有很大的影響。
伊莉娜·伍茲（　Irina Woods）
聲：比嘉久美子
出生國家：愛瑞斯共和國
亞里香以前的同班同學，茜的服務員，對機械十分有興趣，由於風華事變時擔心亞里香的去向，但後來也協助奪回城堡，戰後平安晉級珍珠，畢業後是加爾迪羅貝的研究員，擔任陽子老師的助手。
友繪·瑪格麗特（  Tomoe Marguerite）
聲：田中理恵
出生國家：風花王國
擁有GEM・稱號：詛咒之黑曜石（起源：阿爾泰公國「黑團」）
主人：女武神真祖—蕾娜·賽雅斯遺體
大貴族出身，在珊瑚乙HiME有No.2的實力，服侍千繪。對靜留與其說是崇拜，不如說是沈迷。個性非常可怕，很嫉妒亞里香。在風華事變中，成為阿爾泰的乙姬及女武神部隊的隊長。事變時，多次出場都幾乎戰敗，最後被亞里香徹底擊敗。與其他三名女武神部隊隊員可使出英靈殿之舞（Valhalla，又譯作瓦爾哈拉，是北歐神話中的天堂。女武神也是出自北歐神話中將戰場上戰死者引領前往英靈殿的處女戰士，也可以由此推測乙HiME的原型應該就是北歐神話中的女武神）。
美也·克羅榭（　Miya Clochette）
聲：伊月唯
出生國家：萊姆斯
服侍詩帆，知道友繪·瑪格麗特的真正個性，被命令陷害亞里香，事敗後退學。
彌生（　Yayoi Oruta）
聲：古山貴實子
出生國家：羅繆勒斯
亞里香以前的同班同學。
莉莉（　Ririe Adin）
聲：木村亞希子
出生國家：羅繆勒斯
亞里香以前的同班同學。
還有三人是友繪·瑪格麗特的好朋友，也是女武神部隊的隊員，但由於出場太少，不介紹。

### 珍珠乙HiME（Pearl乙HiME）
為加爾迪羅貝學園的本科生，制服為灰色的，只有成績第一名的才是白色的，需就讀兩年，畢業後可成為Meister。（後來畢業的不會顯示在此）
都畢業或退學了，所以請看以下介紹。

### 五柱
是真祖所認同的乙HiME，主人皆為真祖—二三·姬野，在眾多乙HiME之中擁有最高級別的實力，能給予學園學生認證，共有五個人。
五柱·一之柱
莎菈·加拉格（　Sara Gallagher）
聲：澤城美雪
出生國家：愛瑞斯共和國
擁有GEM・稱號：銀河之藍玉（Galacticamarine，起源：愛瑞斯共和國）
主人：真祖—二三·姬野
五柱之一，是舞衣的後輩，與羅莎麗同年，活躍於愛瑞斯共和國，特殊能力為隱形。一本正經的性格，使得遙對她難以應付。
五柱·二之柱
夏樹·庫魯卡（　Natsuki Kruger）
聲：千葉紗子；台灣：姚敏敏
出生國家：庫魯卡邊境領地
擁有GEM・稱號：冰雪之銀水晶（Ice Silver Crystal，起源：庫魯卡邊境領地）　
主人：真祖—二三·姬野
五柱之一，加爾迪羅貝學園長兼Bühne自治區元首，總是毅然的態度，於風華事變時，和奈緒一起逃出，後來與援軍們再次潛入風華市，計畫奪回加爾迪羅貝學園，最後把簧風琴破壞。
五柱·三之柱
靜留·維奧拉（　Shizuru Viola）
聲：進藤尚美
出生國家：風花王國
擁有GEM・稱號：嬌嫣之紫水晶（Bewitching Smile Amethyst，起源：？）
主人：真祖—二三·姬野
五柱之一，輔佐夏樹的角色，才色兼備且受到後輩所憧憬的乙HiME。從立即看穿晶的化裝等的出色洞察力也顯露出他出眾的智慧。與遙同期，輩分比夏姬和舞衣大。
五柱·四之柱
茱麗葉·奈緒·張（　Juliet Nao Zhang）台譯：茱麗葉‧奈緒‧張
聲：南里侑香
出生國家：阿爾泰公國
擁有GEM・稱號：破絃之尖晶石（Break String Spinel，起源：阿爾泰公國）
主人：真祖—二三·姬野
五柱之一，成績優秀，在珍珠No.4。不過，在茜跟和也私奔失蹤後提高到第3，條紋團的領導人，與詩帆·尤伊是死對頭，常叫她捲捲頭(或是漩渦王)，風華事變後好像以阿爾泰做為中心在北方活動著。
五柱·五之柱
瑪雅·布萊絲（　Mahya Blythe）
聲：小林由美子
出生國家：？
擁有GEM・稱號：伶踴之螢石 （Swirling Dance Fluorite，起源：？）
主人：真祖—二三·姬野
五柱之一，逮捕與和也私奔的茜，有著相當使壞的性格，愛阻礙茜與和也的戀情。
真祖
二三·姬野（　Fumi Himeno）
出生國家：？
擁有GEM・稱號：真白之金剛石（Mashiro naru Kongōseki，起源：？）
主人：和一個跟真白公主長的很像的人
被稱為真祖，史上第一名的乙HiME，於十二王戰爭時代突然出現，為戰爭畫上休止符的傳說般的人物，作為乙HiME們力量的泉源，長眠在加爾迪羅貝靈廟的「真祖之間」，擔任著生產GEM的「母體」的角色。當時真白之金剛石被絕望染黑，成為漆黑之金剛石。

### 學園教職員
瑪利亞·葛蕾斯伯（　Maria Graceburt）
聲：松岡洋子
出生國家：古羅繆勒斯
擁有GEM・稱號：久遠之碧玉（Eternal Recurrence Jasper，起源：古羅繆勒斯）
主人：真祖—二三·姬野
學園教師兼夏樹的監察人，學生時當著蒙妮卡·Yuren的服務員，現役最高齡的乙HiME，經歷了整個竜王戰爭，風花事變時也有參與作戰，加爾迪羅貝學園收回時第一次表現出戰袍，其物質化後會變成年輕的樣子，且頭髮會變成金色。風華事變後，擔任亞里香的老師。
紫子·修坦貝格（　Yukariko Steinberg）
聲：井上喜久子
出生國家：佛羅倫斯
擁有GEM・稱號：幻惑之琉璃（Dazzling Mirage Lapis Lazuli，起源：佛羅倫斯）
主人：真祖—二三·姬野
任職加爾迪羅貝學園教師的乙HiME，風花事變時也有參與作戰。
陽子·海倫娜（　Yohko Helene）
聲：木村亞希子
出生國家：黑谷
於加爾迪羅貝地下研究室從事GEM研發的科學家兼保健醫生，現在也是GAL及依琳娜的上司。與黎人、碧為青梅竹馬。
GAL（　GAL）
聲優：井上喜久子
出生國家：黑谷
黑谷的其中一人，是半機器人，說話夾雜英文，善於處理情報，現為加爾迪羅貝的研究員，被稱為「GAL教授」。

## 風花王國
（  Windbloom Kingdom，藍本為英國）
周邊各國當中，殘留著地球時代的技術的「世界學問的中心」，是各國中含有最高科技的國家。王家代代相傳的GEM為「孤高的紅翡翠」,因不能承受上一代MEISTER乙HiME「蕾娜·賽雅斯」力量而損壞。現在的GEM是蕾娜家保存的移民歷前製造的SUPER MEISTER GEM「蒼天之青玉」。
亞里香·夢宮（　Arika Yumemiya）
聲：菊地美香；台灣：龍顯蕙
出生國家：風花王國
擁有GEM・稱號：蒼天之青玉（Blue Sky Sapphire，起源：移民歷前所創造的超級Meister GEM 蕾娜家的傳家寶玉）
主人：風花王國女王－真白·布蘭‧杜·溫德布倫
本作品主角，生日是9月7日與妮娜和真白同一天，蕾娜·賽雅斯的女兒，自小和母親分離，個性非常開朗和和藹可親，不過，有著絕對也不死心的精神，擅自與真白簽訂契約，是奈緒的服務員，在風華事變中，一邊苦惱自己的宿命，一邊也很認真的在終結戰鬥，在Zwei已經變成真白的乙HiME了，不過至今還未能畢業，戰袍已經從Ver1.5進化到Ver2.0，能使用蒼天之青玉的真正力量。另外，亞里香的舞鬥服褲子本來為黑色，得到「蒼天之青玉」的真正力量後變成藍白相間的褲子。
真白·布蘭·杜·溫德布倫（　Mashiro Blan de Windbloom）
聲：野上尤加奈；台灣：雷碧文
出生國家：？
擁有GEM：蒼天之青玉
契約的乙HiME：夢宮·亞里香
風花王國女王，生日是9月7日與妮娜和亞里香同一天，她是不是真正的公主，在大臣和各國間一直被討論，的確她並不是真正的公主。她的個性非常任性，但她發憤向上，又受到舞衣的指導和亞里香的鼓勵以及學習葵的必死決心，成為一個真正的君王，後來與亞里香一同奪回城堡。
命（貓）（　Mikoto）
聲：清水愛
出生國家：黑谷
真白的寵物，命的「眼」，從小就被真白飼養著，與真白和亞里香的感情很好，很愛吃蘑菇。擁有神秘力量的貓，左耳上的環是物質化的媒介，物質化後，舞鬥服為加爾迪羅貝學員學生的舞鬥服，是隻母貓。
瀨能葵（  Aoi Senoh）
聲：新谷良子
出生國家：？
真白女王女僕人，可以說是最接近真白女王的人了，與千繪是好朋友，在風華事變時，為了保護真白而被墜入山谷，但最後被救起。戰爭後，又回到真白身邊了。
迫水（  Sakomizu Cardinal）
聲：陶山章央
出生國家：風花王國
從真白出生時就在宮殿裡服侍的衛兵長，最後和大家合作，一起奪回城堡。
蕾娜·賽雅斯（  Rena Sayers）
聲：櫻井智
出生國家：？
擁有GEM·稱號：孤高的紅翡翠（Lofty Crimson Jade，起源：溫德布倫王國）蒼天之青玉（Blue Sky Sapphire，起源：移民歷前所創造的超級Meister GEM 蕾娜家的傳家寶玉）
主人：前風花王國國王
亞里香的母親，在舞-乙HiME紀錄足以留下驚人紀錄的Meister，並且服侍風花王國長達十年，但因與心愛的人結合而喪失當乙HiME的資格，就此從乙HiME中退休。在第一集遭黎人打敗，遺體遭史密斯利用，製造出詛咒之黑曜石用來當作控制女武神部隊的真祖，是薛凱·王小時暗戀的對象。
角色的原型為閃電霹靂車的結城麗奈（結城レナ）
咪咪（　Mimi）
聲：清水愛
出生國家：風花王國
在21集被奴獸擊中，傷重不治。

### 貓神山
（  Black valley）
即以前的黑谷，以前是黑谷的人民和黑團的人的故鄉，被稱做「神離之森」的森林之霧便是入口，十二王戰爭時因受簧風琴的力量，而被捲近時空的縫隙中，其實乙HiME的技術和簧風琴都是在此誕生的，再度回到現世時，改名為「國立公園·貓神山」，位於風花市附近的沙漠地帶。
鴇羽舞衣（　Mai Tokiha）
聲：中原麻衣；台灣：馬君珮
出生國家：日邦國
擁有GEM・稱號：炎綬之紅玉（Fire String Ruby，起源：日邦國）
主人：貓神大人「命」
日邦國將軍的女兒，巧海的姊姊，原是為了成為巧海的乙HiME，原本是五柱四之柱的候選人，但因失蹤而沒有下文，學生時代與夏樹同期，為珍珠No.1。在當時是傳說中的乙HiME，被夢想和戀愛撕裂的乙HiME(所以民間都在流傳，炎綬之紅玉-悲劇的乙HIME)，其實真相是因想轉換心情而去旅行，旅途被神離之森的濃霧捲進，掉入命的陷阱裡，炎綬之紅玉被命吞下去，從此與命定下契約，而且在這種情況下還能認證，戰爭後與巧海見面。
貓神大人「命」（　Mikoto）台譯：命
聲：清水愛
出生國家：黑谷
擁有GEM：炎綬之紅玉
契約的乙HiME：鴇羽舞衣
被稱為貓神的少女，與亞里香一樣有調皮的性格。是最後一個水晶HiME（純高次物質化能力者），為了維持世界而在嚴格制約下出生的乙HiME（乙式高次物質化能力）。在抓住舞衣時吞入炎授之紅玉，成為舞衣的主人，在這種情況下還能進行認證。用分身監看各地的狀況，有著相當強的實力，就連舞衣和亞里香穿上戰袍也打不贏他。非常喜歡舞衣做的飯，武器是錫杖，戰後與舞衣一起監看著Schwarz的成員，被許多人喜愛。
Ribbon chan（　Ribbon Chan）
聲：栗林美奈實
出生國家：？
Schwarz的女孩，在舞衣的拉麵店幫忙。

## 阿爾泰公國
（  Altai dukedom，藍本為俄羅斯聯邦）
位於風花王國北方的強大軍事國家。
凪·戴·阿爾泰（ Nagi．Dai．Altai）
聲：石田彰；台灣：劉傑
出生國家：阿爾泰公國
擁有GEM：漆黑之金剛石
契約的乙HiME：妮娜·翁
阿爾泰公國的前任大公，從孩時野心就極大，讀了許多書虎視眈眈的蓄積力量，假借侵略風華王國，其實其目的是消滅所有Meister，終結乙HiME與乙HiME的系統，用被稱做傳說之石的漆黑之金剛石，與妮娜訂下契約，並藉由照片裡裝嬰兒的搖籃發現妮娜是真正的公主。但最後連王牌簧風琴也被消滅，後來被逮捕，又為了審判而被移送愛瑞斯共和國境內的監獄。
妮娜·翁（  Nina Wáng）
聲：小清水亞美；台灣：劉如蘋
出生國家：風花王國
擁有GEM・稱號：漆黑之金剛石（Ultimate Black Diamond，起源：阿爾泰公國）
主人：阿爾泰大公—颯·戴·阿爾泰
在珊瑚乙HiME有著No.1的實力，真正身份是溫德布倫王國的公主，非常喜歡自己的養父—謝爾蓋·翁，因而對亞里香有強烈的嫉妒心，也因此與漆黑之金剛石有了反應，和阿爾泰簽訂了契約，結果卻意外殺死了了自己的好朋友「愛爾斯汀」，與亞里香之間產生嫌隙，最後因為想讓薛凱活著而發動了簧風琴，最後再和亞里香的激烈戰鬥後終於和解，戰鬥後剪短了頭髮，與失去記憶的薛凱居住在一起。
意外地十分害怕被搔癢，可以說是妮娜的弱點。
薛凱·翁（  Sergay Wáng）
聲：小西克幸
出生國家：風花王國
阿爾泰公國大使，審議會成員之一，兼阿爾泰陸軍少校，額頭的傷勢由於從反政府組織的鎮壓任務時，那時被組織拘束年幼的妮娜開槍所傷。原本想破壞女武神真祖的他，而與約翰·史密斯起了衝突，雖然他殺了約翰·史密斯，但最後還是被颯開槍射中頭部了，妮娜為了保助他的性命而啟動了簧風琴，後來失去記憶，與妮娜住在一起。

## 愛瑞斯共和國
（  Aries Republic，藍本為美國）
擁有整個星球上最強的經濟能力，唯一罷黜君主制、執行共和制的經濟大國。
雪之·克利桑德（  Yukino Chrysant）
聲：能登麻美子
出生國家：愛瑞斯共和國
擁有GEM：珠洲之黃玉
契約的乙HiME：遙·阿米特吉
愛瑞斯共和國的大總統，個性非常的老實，對一國的代表適合的判斷力和談判力也都持有，喜歡糾正遙的用詞，風華事變時幫助很大，相當受人民愛戴，被稱為「愛瑞斯的智慧」。常稱遙為「小遙」（在公眾場合時，遙會不希望這樣被叫），非常相信遙。
遙·阿米特吉（  Haruka Armitage）
聲：柚木涼香
出生國家：愛瑞斯共和國
擁有GEM・稱號：珠洲之黃玉（Continental Orb Topaz，起源：愛瑞斯共和國）
主人：愛瑞斯共和國大總統—雪之·克利桑德
愛瑞斯共和國軍准將兼雪之大總統的乙HiME，也是超級潛入沙軍艦航空母艦—珠洲城的艦長。雖然個性急躁，但重要時候非常有氣魄，相當受人民愛戴，被稱為「愛瑞斯的靈魂」，認為乙HiME需要力量、技術和毅力，在加爾迪羅貝時與靜留同期，因此將靜留當做自己的宿敵。常常說錯字，被雪之和莎拉·加拉格糾正，是個大嗓門，一樣在風華事變中也有參與幫忙，特別討厭別人從背後偷襲。
千繪·海拉德（  Chie Hallard）
聲：齋賀觀月
出生國家：愛瑞斯共和國
擁有GEM・稱號：？(unnamed，一顆藍色的GEM)
主人：愛瑞斯共和國中校—勃曼中校（波曼准將）
在珍珠有No.2的實力，茜私奔時升到1，在珍珠中算是最理性的一位，三和弦的成員之一。喜歡藍玫瑰，平時戴眼鏡，與葵是摯友，在風華事變中暗中幫助亞里香的人。為了調查，而加入了女武神部隊，並且升為少尉，但是一直沒得到什麼情報，借助詩帆的捲捲逃脫女武神真祖的支配，救出葵，事變後晉升大尉，成為DELTA乙HiME部隊的隊長。
勃曼中校（波曼准將）（ ）
聲：新垣樽助
出生國家：愛瑞斯共和國
擁有GEM：不清楚，有4顆（分別為藍色、粉紅色、紅色、綠色）
契約的乙HiME：有4人，其中一人是千繪·海拉德
是DELTA乙HiME部隊的負責人，擁有四個貴石嵌入的戒指，也就是可能與四人同時簽下契約。

## 卡迪亞帝國
（  Chacdea Empire，藍本為巴比倫王國或羅馬帝國）
與佛羅倫斯自古對立的國家，王家代代相傳的GEM為「瑰麗之縞瑪瑙」。
Argos十四世（  Argos XIV）
出生國家：卡迪亞帝國
擁有GEM：瑰麗之縞瑪瑙
契約的乙HiME：菲亞·葛羅斯
卡迪亞帝國前皇帝，不僅打算把加爾迪羅貝的科學技術奪走，還想連黑團的技術一起奪走，此後看準黑谷的人都不在時襲擊，雖然襲擊成功，但後來黑谷的人反擊，菲亞·葛羅斯而被打敗了，他也因此消失。
菲雅·葛羅斯（  Fiar Grosse）
聲：田中理惠
出生國家：卡迪亞帝國
擁有GEM・稱號：瑰麗之縞瑪瑙（Excel Elegance White Onyx，起源：卡迪亞帝國）
主人：卡迪亞帝國前皇帝—Argos十四世
前任卡迪亞帝國前皇帝的乙HiME，根據主人的命令，襲擊搶奪黑谷有關REM的科學技術，但後來導致碧的報復，在戰鬥時被碧的愕天王擊敗，而與主人一起消失。當時亞里香問襲擊的理由，她回答乙HiME絕對服從主人的命令，就算是那種殘忍的命令也是要為了主人付出生命，可以說非常效忠主人。
蒙妮卡·Yuren（  Monica Yuren）
出生國家：？
擁有GEM・稱號：流水之透輝石 （起源：卡迪亞帝國）
主人：卡迪亞帝國前前皇帝—Argos十二世
Argos十二世的乙HiME，在竜王戰爭時戰死了，瑪莉亞·葛蕾斯伯是她的服務員和摯友。
和也·克勞捷克（  Cazya．Crauzec）
聲：堀江一真
出生國家：卡迪亞帝國
擁有GEM：清戀之孔雀石
契約的乙HiME：茜·索瓦娑
卡迪亞帝國的新任皇帝，卡迪亞帝國的大學留學生，是三大皇帝諸侯的兒子，與茜相愛，但乙HiME從以前至現在都不能與祖國有任何交際在。他在認證儀式中闖入，茜因此決定要捨棄夢想，於是他將茜帶走，兩人不知去向。最後因為三大皇帝諸侯家都滅絕了，只剩和也而已，所以五柱之一瑪亞前來捕捉，而茜也被要求成為和也的乙HiME。
茜·索瓦娑（  Akane Soir）
聲：岩男潤子
出生國家：佛羅倫斯
擁有GEM・稱號：清戀之孔雀石（Pure Heart Malachite，起源：佛羅倫斯）
主人：卡迪亞帝國皇帝—和也·克勞捷克
在珍珠有No.1的實力，三和弦的成員之一，與和也相愛，在Meister認證儀式中與和也私奔了，但被五柱的瑪亞逮捕，以成為卡迪亞新任皇帝和也的乙HiME為條件，不過還是不放棄與和也做那件事。

## 佛羅倫斯
（  Florince，藍本為義大利）
王家代代相傳的GEM為「清戀之孔雀石」、「深淵之翡翠」和「螺旋之蛇紋石」。
查理夏爾洛八世（  Charles Guinel Roy d'Florince VIII ）
聲：岩尾萬太郎
出生國家：佛羅倫斯
擁有GEM：清戀之孔雀石→深淵之翡翠→螺旋之蛇紋石
契約的乙HiME：羅莎麗·克勞迪爾→詩帆·尤伊
佛羅倫斯國王，原本要與在這個國家出身的茜簽下契約，但茜卻與和也私奔了，此後原本要代替茜的乙HiME—螺旋之蛇紋石詩帆也帶著貴石消失無蹤，不得不再與羅莎麗用深淵之翡翠重訂契約，在風華事變時深怕自己的國家被破壞，而與阿爾泰簽訂同盟條約，被威脅幫助颯。
羅莎麗·克勞迪爾（  Rosalie Claudel）
聲：高橋美佳子
出生國家：？
擁有GEM·稱號：清戀之孔雀石（Pure Heart Malachite，起源：佛羅倫斯）→深淵之翡翠（Abyssal Green Jadeite，起源：佛羅倫斯）
主人：佛羅倫斯國王—查理夏爾洛八世
佛羅倫斯國王的乙HiME，原是清戀的孔雀石的擁有者但因茜與和也私奔而又用深淵的翡翠再次定下契約，在學園時是舞衣和夏樹的晚輩，在Zwei中還有參加隕石的擊落作戰，好像還沒退任，但不排除有與詩帆雙重契約的可能。
詩帆·尤伊（  Shiho Huit）
聲：野川櫻
出生國家：卡迪亞帝國
擁有GEM·稱號：螺旋之蛇紋石（Spiral Spin Serpentine，起源：佛羅倫斯）
主人：不明（接替羅莎麗·克勞迪爾的職位）
在珍珠有No.3的實力，茜退學後升為2，三和弦的成員之一，卡迪亞貴族出身，外表打扮整齊，但本性卻任性又陰險，詩帆家世世代代傳承的虎捲人偶，看對方不順眼就詛咒對方，但愛莉卡和妮娜好像不受影響，原本要用螺旋之蛇紋與佛羅倫斯國王—查理夏爾洛八世簽訂契約，但因風華事變的關係而沒有著落。在Zwei中因羅莎麗還在，有可能是雙重契約。

## 盧特西亞聯合王國
（  United Kingdom of Lutesia）
盧特西亞聯合王國有羅繆勒斯和萊姆斯兩國，以前根據單一的王室被統治，雖說是聯合王國，關係並不良好。

### 羅繆勒斯
（ Lutesia Romulus，古羅馬之建國者）
盧特西亞·羅繆勒斯國王（  The king of Lutesia Romulus）
出生國家：羅繆勒斯
擁有GEM：稱號：雷鳴之柘榴石
契約的乙HiME：卡拉·貝里尼
羅繆勒斯國王，一個長髮男子，在風華事變戰爭中協助愛瑞斯共和國的國王。
卡拉·貝里尼（  Carla Bellini）
聲優：淺井清己
出生國家：
擁有GEM·稱號：雷鳴之柘榴石（Rumbling Thunder Garnet，起源：羅繆勒斯）
主人：羅繆勒斯國王
是靜留和遙的晚輩，與夏樹和舞衣同期，是在風華事變戰爭中協助愛瑞斯共和國的國家乙HiME。

### 萊姆斯
（ Lutesia Remus，羅繆勒斯的弟弟）
盧特西亞·萊姆斯女王（  The queen of Lutesia Remus）
出生國家：萊姆斯
擁有GEM：絢爛之頑火輝石
契約的乙HiME：羅拉·比安琪
萊姆斯女王，一個中年女子，在風華事變時深怕自己的國家被破壞，而與阿爾泰簽訂同盟條約，被威脅幫助阿爾泰。
羅拉·比安琪（  Laula Bianchi）台譯：勞拉·比安琪
聲：井上喜久子
出生國家：
擁有GEM·稱號：絢爛之頑火輝石（Flowery Splendour Enstatite，起源：萊姆斯）
主人：萊姆斯國女王—羅繆勒斯·萊姆斯女王
萊姆斯國女王的乙HiME，外型相當像男生，是靜留和遙的晚輩，與夏樹和舞衣同期，後來簧風琴再次啟動時與其他乙HiME一起控制住簧風琴。

## 安南
（ Annam ，藍本為越南）
不確定正確名稱。
Nyugen Bao（  Nyugen Bao）
聲：宮下榮治
出生國家：安南
擁有GEM：慧命之藍銅礦
契約的乙HiME：阿因·Lu
安南的國王，被稱呼老公王，在風華事變戰爭中愛瑞斯共和國的友盟國家國王。
艾因·Lu (安)（  Anh Lu）
聲：新谷良子
出生國家：
擁有GEM·稱號：慧命之藍銅礦（Infinite Wisdom Azurite，起源：安南）
主人：安南國王
安南國王的乙HiME，在風華事變戰爭中協助愛瑞斯共和國的國家乙HiME。靜留和遙是她的服務員，喝了酒之後會對後輩進行性騷擾，千繪·海拉德曾說：果然不愧是靜留姐姐的姐姐。對個性急躁的遙很了解，在風華事變的最後大決戰中，與遙、卡拉一起擔任先鋒，曾叮囑卡拉不要被遙的暴走影響而亂了作戰計畫。

## 日邦格
（：Zipang，藍本為日本）
在東方邊境的國家，有著獨特的文化和技術，在風華事變時是提供愛瑞斯超級潛入沙軍艦航空母艦—珠洲城的建材，王家代代相傳的GEM為「炎綬之紅玉」。
鴇羽巧海（  Tokiha Takumi）
聲：高橋裕吾
出生國家：日邦格
日邦國將軍的兒子，舞衣的弟弟，患有先天性胃病，一日吃三次藥往往是不可或缺的習慣，認真誠實，不過不能從舞衣的身邊離開，在簧風琴啟動後，提供愛瑞斯超級潛入沙軍艦航空母艦—珠洲城的建材，戰後與舞衣平安相見。
尾久崎晶（  Okuzaki Akira）
聲：小林沙苗
出生國家：日邦格
鴇羽巧海頭忠賴手下，非常喜歡巧海，常因舞衣的事被責罵，她知道巧海要來風花王國拜訪時，幫巧海裝成替身，被靜留識破。
伊織（  Iori）
聲：勝杏里
出生國家：日邦格
巧海頭的手下，冷靜沉著且對職務忠實的人。

## 黑谷
（  Aswad，阿拉伯文，指「黑」）
亦正亦邪的族群，自從十二王戰爭後就被稱為倒楣的人民，最主要的成員是由人工控制機械人的四人，黑谷提出古機械技術的復興，在各國進行科學技術的掠奪，其實那真正的目的是為了得到防止黑谷繼續蔓延世世代代的子孫患有的遺傳病需要的納米機械技術。（此部分因為少出現所以除了碧與黎人外皆不翻譯）
碧（  Midori）
聲：田村由香里
出生國家：黑谷
控制獸（子獸）：愕天王
黑之谷的後裔，也是黑之谷的首領，也是陽子的同學，以REM的力量，發揮與乙HiME實力相等的力量，擁有子獸愕天王，繼承上一代首領的血統，正確指示引導人民，17歲時被300年前使用簧風琴的力量所遺留下的後遺症發作了，因為那個理由而成為了永遠十七歲的人，在卡迪亞一役把菲雅·葛羅斯打敗，又在風華事變時阻止巴殺亞里香，右手手掌上的納米機械活性化時間呈∞==>因獲得陽子帶去的奈米機械物質，順利阻止友繪·瑪格麗特，戰後作為黑之谷的大使。令人意外的是，平常嚴肅的他竟然喜歡貓。
黎人（  Rad）
聲優：關俊彦
出生國家：黑谷
控制獸（子獸）：？
是陽子的愛人，原來也是人，但因簧風琴所遺留的病，而改造成改造人，在15年前擊敗了蒼天之青玉蕾娜·賽雅斯，在卡迪亞一役受了重傷，但被陽子救回，在風華事變中作為掩護，事後知道當年蕾娜·賽雅斯的真相。
魯曼（  Lumen）
聲：内田直哉
出生國家：黑谷
和黎人一樣在卡迪亞一役受傷。

## 黑團
（  Schwartz，德文「黑色」之意）
神秘的邪惡團體，想要復興地球時代的科學技術，對隱藏技術的加爾迪羅貝學園和溫德布倫王國圖謀不軌，既奪取科學技術，也利用獨自的技術分析研究出了特殊的GEM，操控著巨大怪物奴獸（Slave）。收到黑信的團員必須執行信內的指示。黑團在風花事變後交由貓神山管理。
約翰・史密斯（  John・Smith）
聲：内田直哉
出生國家：？
是黑團的首領，也是暗中幫助颯的人。在加爾迪羅貝畢業舞鬥時使用被改造的風華宮攻擊。十五年前奪取蕾娜·賽雅斯的遺體，並製造了詛咒之黑曜石。後來原本要殺謝爾蓋，結果反而被殺。

## 其他
深優（  Miyu）
聲：淺井清己
出生國家：？
全名為『Merciful Intelligential Yggdrasil Unit』（人性化高智能世界樹系統，其中Yggdrasil指的是北歐神話中連接天、地與地獄的巨樹）
穿著黑披風的一名神秘女性，扮演著相當重要的角色，有著許多就連加爾迪羅貝都不知道的知識，世世代代守候著艾莉莎小姐的人。肩膀上那隻金色小鳥好像是有著艾莉莎小姐基因的鳥，可使出『Artemis-黃金之劍』（Artemis指的是希臘神話中的月之女神），以及打開引導星，解除乙式契約的人造人，並且有反具現化裝置（Anti Materializer），擁有比乙HiME還要強的實力。風華事變後在世界各地旅行。
艾莉莎（  Alyssa）
出生國家：？
是深優世世代代保護的人與家族，她是蕾娜·賽雅斯祖母以及愛莉卡的曾祖母，和她有血緣的人頭髮都會發出金色的光。深優背上的黃色小鳥好像就有艾莉莎小姐的基因，是開啟Artemis-黃金之劍的鑰匙。（舞-乙HiME特典第九卷裡艾莉莎的聲優為宮村優子）

## 漫畫版
- 真白：男主角。名字與長相都跟公主一樣，所以有人用她當替身。契約者包括愛麗卡、尼娜、和愛爾斯汀。
- 夢宮·亞里香：乙姬，貴石為蒼天青玉。主人是真白。
- 尼娜·翁：珊瑚乙姬第一名，貴石為黑焰金綠石。主人是真白。
- 愛爾斯汀·霍：貴石為綵雲薔薇輝石。主人是真白。
- 雪之·克利桑德：風花王國的市警察。
- 遙·阿米特吉：風花王國警候補。跟動畫版不一樣，並不是乙HIME。
- 茜·索瓦娑：珍珠乙姬第一名。

## 外部連結
- 維基百科(日) 舞-乙HiME （页面存档备份，存于）
- 維基百科(英) 舞-乙HiME （页面存档备份，存于）